# Kruševo Brdo I (Federacja Bośni i Hercegowiny)
Kruševo Brdo I – wieś w Bośni i Hercegowinie, w Federacji Bośni i Hercegowiny, w kantonie środkowobośniackim, w gminie Travnik. W 2013 roku pozostawała niezamieszkana.